# Mountainbike-Weltmeisterschaften 1999
Die 12. Mountainbike-Weltmeisterschaften fanden vom 11. bis 19. September 1999 in der schwedischen Ortschaft Åre statt. Es wurden insgesamt zehn Entscheidungen in den Disziplinen Cross-Country und Downhill ausgefahren.

## Cross Country

### Männer
| Platza | Land | Athlet            | Zeit         |
| ------ | ---- | ----------------- | ------------ |
| 1      | DEN  | Michael Rasmussen | 2:14:08 Std. |
| 2      | FRA  | Miguel Martinez   | 2:16:00 Std. |
| 3      | BEL  | Filip Meirhaeghe  | 2:17:44 Std. |

### Frauen
| Platz | Land | Athletin          | Zeit         |
| ----- | ---- | ----------------- | ------------ |
| 1     | ESP  | Margarita Fullana | 2:31:59 Std. |
| 2     | CAN  | Alison Sydor      | 2:33:46 Std. |
| 3     | ITA  | Paola Pezzo       | 2:35:08 Std. |

### Männer U23
| Platz | Land | Athlet        | Zeit         |
| ----- | ---- | ------------- | ------------ |
| 1     | ITA  | Marco Bui     | 2:19:46 Std. |
| 2     | AUS  | Cadel Evans   | 2:20:06 Std. |
| 3     | ITA  | Martino Fruet | 2:23:07 Std. |

### Junioren
| Platz | Land | Athlet          | Zeit         |
| ----- | ---- | --------------- | ------------ |
| 1     | FRA  | Nicolas Filippi | 1:45:55 Std. |
| 2     | ESP  | Carlos Coloma   | 1:47:14 Std. |
| 3     | SUI  | Florian Vogel   | 1:47:51 Std. |

### Juniorinnen
| Platz | Land | Athletin        | Zeit         |
| ----- | ---- | --------------- | ------------ |
| 1     | POL  | Anna Szafraniec | 1:24:42 Std. |
| 2     | SUI  | Lea Flückiger   | 1:25:09 Std. |
| 3     | SUI  | Sonja Traxel    | 1:26:17 Std. |

### Staffel
| Platz | Land | Athleten                                                               | Zeit         |
| ----- | ---- | ---------------------------------------------------------------------- | ------------ |
| 1     | ESP  | Roberto Lezaun, Margarita Fullana, Carlos Coloma, José Antonio Hermida | 2:03:14 Std. |
| 2     | FRA  | ?                                                                      | 2:03:35 Std. |
| 3     | CAN  | ?                                                                      | 2:05:52 Std. |

## Downhill

### Männer
| Platz | Land | Athlet           | Zeit        |
| ----- | ---- | ---------------- | ----------- |
| 1     | FRA  | Nicolas Vouilloz | 5:03,49 min |
| 2     | FRA  | Mickael Pascal   | 5:09,91 min |
| 3     | USA  | Eric Carter      | 5:11,37 min |

### Frauen
| Platz | Land | Athletin               | Zeit        |
| ----- | ---- | ---------------------- | ----------- |
| 1     | FRA  | Anne-Caroline Chausson | 5:52,26 min |
| 2     | FIN  | Katja Repo             | 5:53,87 min |
| 3     | SUI  | Sari Jorgensen         | 6:07,98 min |

### Junioren
| Platz | Land | Athlet               | Zeit        |
| ----- | ---- | -------------------- | ----------- |
| 1     | AUS  | Julien Poomans       | 5:16,82 min |
| 2     | GBR  | Michael Hannah       | 5:27,29 min |
| 3     | AUS  | Jean-Paul Labossière | 5:27,33 min |

### Juniorinnen
| Platz | Land | Athletin        | Zeit        |
| ----- | ---- | --------------- | ----------- |
| 1     | FRA  | Sabrina Jonnier | 6:17,82 min |
| 2     | USA  | Kathy Pruitt    | 6:26,32 min |
| 3     | GBR  | Helen Gaskell   | 6:27,73 min |